# Mikowice (Opole)
Pour les articles homonymes, voir Mikowice.
Mikowice est une localité polonaise de la gmina et du powiat de Namysłów en voïvodie d'Opole.